# Grön glasögonfågel
Grön glasögonfågel (Zosterops stuhlmanni) är en nyligen urskild fågelart i familjen glasögonfåglar inom ordningen tättingar.

## Utseende och läte
Grön glasögonfågel är en liten och spetsnäbbad sångarlik fågel som är mättad i gult. Undersidan är gul, ryggen olivgul och runt ögat syns en tydlig vit ögonring som kännetecknar många arter i släktet Zosterops. Arten är lik afrikansk glasögonfågel men är något mörkare och grönare. Den liknar även kenyaglasögonfågeln men uppvisar mer gult ovan näbben, är mer fylligt färgad och föredrar fuktigare miljöer. Vanligaste lätet är en ljust och stigande skallrande ljud, medan sången är en dämpad och pratig serie. 

## Utbredning och systematik
Grön glasögonfågel delas in i fyra underarter med följande utbredning:
- Zosterops stuhlmanni stuhlmanni – nordvästra Tanzania samt centrala och södra Uganda
- Zosterops stuhlmanni reichenowi – östra Demokratiska republiken Kongo
- Zosterops stuhlmanni toroensis – nordöstra Demokratiska republiken Kongo och västra Uganda
- Zosterops stuhlmanni scotti – Bwindi-Impenetrable National Park och ovan 3000 meters höjd i Virungavulkanerna

Den behandlades tidigare som en del av afrikansk glasögonfågel (Zosterops senegalensis). DNA-studier visar dock att den utgör en distinkt utvecklingslinje som inte står närmast senegalensis i begränsad mening.

## Levnadssätt
Grön glasögonfågel hittas i skog, buskmarker, trädgårdar, fuktigt skogslandskap och plantage. Den ses vanligen i mycket aktiva flockar som kan innehålla ett antal individer. Den ansluter ofta till kringvandrande artblandade flockar.

## Status
Internationella naturvårdsunionen IUCN har ännu inte bedömt dess hotstatus.